# Multioppia yamatogracilis
Multioppia yamatogracilis är en kvalsterart som beskrevs av K. Fujikawa 2003. Multioppia yamatogracilis ingår i släktet Multioppia och familjen Oppiidae. Inga underarter finns listade i Catalogue of Life.